# Западен трупиал
Западен трупиал (Sturnella neglecta) е вид птица от семейство Трупиалови. Видът е незастрашен от изчезване.

## Разпространение
Разпространен е в Канада, Мексико и САЩ.